# Университет Глазго
Университет Глазго (англ. University of Glasgow) — четвёртый по старшинству в Великобритании и крупнейший университет в Шотландии. Расположен в городе Глазго. Основан в 1451 году папской буллой Николая V. Входит в престижную группу ведущих исследовательских университетов Великобритании «Рассел» и международную сеть университетов Universitas 21 (член-сооснователь последней).
В списке QS World University Rankings 2013 университет занял 9 место в Великобритании и 51 место в мире, войдя в 1 % лучших вузов планеты. С университетом связан ряд Нобелевских лауреатов, три премьер-министра Великобритании, первый министр Шотландии, отец экономической науки Адам Смит, инженер Джеймс Ватт, а также один из отцов-основателей Соединённых Штатов Америки Джеймс Уилсон.
Структурно состоит из четырёх колледжей.
Библиотека университета имеет отдел специальных коллекций, содержащий выдающуюся библиотеку старых, редких и уникальных изданий, в том числе средневековых и ренессансных рукописей, имеющих международное значение. Наиболее известной и самой ценной из коллекций книг является Хантеровская библиотека, одна из лучших библиотек XVIII века. Доктор Уильям Хантер (1718—1783), шотландский анатом и врач, член Лондонского королевского общества, выдающийся акушер своего времени, один из основоположников современной анатомии; старший брат и научный наставник известного хирурга Джона Хантера, учился в университете Глазго до переезда в 1740 году в Лондон. Коллекция состоит из около 10000 печатных книг и более 600 рукописей.

## Студенческая жизнь
Студенты из 140 стран.
В университете действуют 2 студенческих союза и более 100 различных клубов по интересам. На территории кампуса находятся кинотеатр, театр, 4 музея, современный спортивный зал с бассейном.
В 2014 году студенческим ректором (представителем студентов перед руководством) университета избран Эдвард Сноуден (на трёхлетний срок). Ранее эту должность занимали Винни Мандела и Мордехай Вануну.

## Известные преподаватели
- Гукер, Уильям Джексон
- Фрэнсис Джеффри, Лорд Джеффри — ректор, литературный критик.
- Листер, Джозеф — основатель антисептики
- Макьюэн, Уильям — хирург, один из пионеров современной нейрохирургии
- Смит, Адам — экономист, философ-этик; выпускник университета
- Хатчесон, Фрэнсис — основатель Шотландского Просвещения
- Блэк, Джозеф — английский химик, физик.
- Баркли, Уильям — известный христианский богослов.
- Кокшотт, Пол
- Горст, Джон Эльдон — ректор в 1893—1896 гг.
- Вербицкий, Михаил Сергеевич — 2002—2007 гг.

## Известные выпускники
- Ампофо, Оку — ганский скульптор, медик, фитотерапевт.
- Бьюкенен, Клавдий — священник, богослов, проповедник и миссионер.
- Бьюкенен, Роберт Уильямс — шотландский поэт, новеллист и драматург.
- Гукер, Джозеф Долтон
- Десницкий, Семён Ефимович — российский просветитель, профессор права МГУ.
- Джемисон, Джон (1759—1838) — шотландский лексикограф
- Макьюэн, Уильям — хирург, один из пионеров современной нейрохирургии
- Тодд, Александер Робертус — химик, лауреат Нобелевской премии по химии за исследования в области химии нуклеотидов
- Кронин, Арчибальд — шотландский писатель, врач
- Батлер, Джерард — киноактёр, голливудская звезда
- Хэрриот, Джеймс — английский писатель, ветеринар
- Такэцуру, Масатака — основатель индустрии производства виски в Японии
- Кац, Максим Евгеньевич — российский политический и общественный деятель, сооснователь фонда «Городские проекты»